# Sundby, Ekerö kommun
Sundby är en tätort i Ekerö kommun.

## Befolkningsutveckling
| Befolkningsutvecklingen i Sundby 1990–2020 | Befolkningsutvecklingen i Sundby 1990–2020 | Befolkningsutvecklingen i Sundby 1990–2020 | Befolkningsutvecklingen i Sundby 1990–2020 | Befolkningsutvecklingen i Sundby 1990–2020 |
| ------------------------------------------ | ------------------------------------------ | ------------------------------------------ | ------------------------------------------ | ------------------------------------------ |
|                                            |                                            |                                            |                                            |                                            |
| År                                         |                                            |                                            | Folkmängd                                  | Areal (ha)                                 |
| 1990                                       | 1990                                       |                                            | 290                                        | 19                                         |
| 1995                                       | 1995                                       |                                            | 287                                        | 19                                         |
| 2000                                       | 2000                                       |                                            | 279                                        | 19                                         |
| 2005                                       | 2005                                       |                                            | 271                                        | 19                                         |
| 2010                                       | 2010                                       |                                            | 270                                        | 21                                         |
| 2015                                       | 2015                                       |                                            | 349                                        | 70                                         |
| 2020                                       | 2020                                       |                                            | 471                                        | 79                                         |
| Anm.: Ny tätort 1990                       |                                            |                                            |                                            |                                            |